# Кінська шия

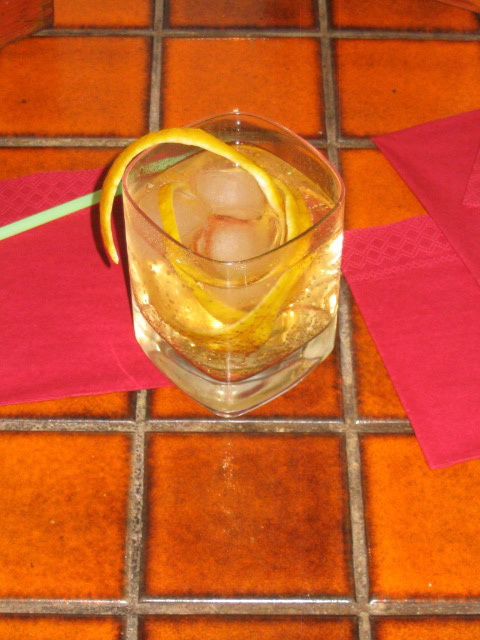
Коктейль «Кінська шия»

Кінська шия (англ. Horse's Neck) — коктейль на основі бренді, імбирного елю і бітера «Ангостура». Прикрашають широкої спіраллю з цедри лимона, яка символізує кінську шию. Класифікується як лонґ дрінк (англ. long drink). Належить до офіційних напоїв Міжнародної асоціації барменів, категорія «Сучасна класика» (англ. Contemporary classics).

## Спосіб приготування
Склад коктейлю «Horse's Neck»:
- бренді — 40 мл (4 cl), або одна частина,
- імбирного елю — 120 мл (12 cl), або три частини,
- бітера «Ангостура» — 2—3 краплі.